# Curva ad ampiezza costante

Un triangolo di Reuleaux, ruotando all'interno di un quadrato, mantiene sempre quattro punti a contatto con i lati, rimanendo sempre all'interno. Ciò dimostra che la sua ampiezza è costante in tutte le direzioni.

In geometria, una curva ad ampiezza costante è una curva piana convessa la cui ampiezza (definita come la distanza ortogonale tra due linee parallele aventi ciascuna un punto in comune col perimetro della curva, ma nessuno con l'interno della curva) è sempre la stessa indipendentemente dall'orientazione della curva.  
L'esempio più tipico di curva ad ampiezza costante è la circonferenza. Un cerchio ha la stessa ampiezza in tutte le direzioni: il suo diametro. 
Una curva convessa che, diversamente, non ha diametro costante è ad esempio il quadrato, che varia il suo diametro tra la lunghezza del lato e quella della diagonale, le quali come noto stanno nel rapporto  {\displaystyle 1:{\sqrt {2}}}.
Ci si può chiedere: se una figura piana convessa ha la stessa ampiezza in tutte le direzioni, è necessariamente un cerchio? Sorprendentemente, la risposta è che ci sono molte figure geometriche non circolari con ampiezza costante.
Il triangolo di Reuleaux è l'esempio più semplice di curva ad ampiezza costante. Per costruirlo, prendiamo un triangolo equilatero con vertici ABC; con centro in A e diametro il lato del triangolo tracciamo l'arco di cerchio BC; poi con centro in B tracciamo l'arco AC e con centro in C tracciamo l'arco AB. La figura risultante ha ampiezza costante.

Costruzione di una curva ad ampiezza costante a partire da un triangolo rettangolo.

Con procedimento analogo si possono costruire curve ad ampiezza costante a partire da ogni altro poligono regolare con numero di lati dispari (pentagono, ettagono, ecc.). Le curve così costruite mancano di continuità tangenziale ai vertici, ma è possibile costruire curve ad ampiezza costante senza tale discontinuità (vedi seconda figura a fianco) partendo da poligoni regolari o irregolari con numero dispari di lati.

## Applicazioni
La proprietà di queste curve di avere ampiezza costante può essere sfruttata per diverse applicazioni pratiche.
- Punte di trapano con forma a triangolo di Reuleaux: sono usate per creare fori con sezione quasi perfettamente quadrata (leggermente arrotondata negli spigoli, ossia circa 0,987 dell'area del quadrato).[1]

- Motore Wankel: il pistone, a forma di triangolo di Reuleaux, non si muove di moto rettilineo alternato ma ruota intorno a un asse; questo tipo di motore a combustione interna ha diversi vantaggi ma anche svantaggi rispetto a quello tradizionale. Pur essendo tuttora prodotto, il motore Wankel non ha soppiantato, come qualcuno pensava dopo la sua introduzione negli anni '60, il tradizionale motore a movimento alternativo.